# Hans-Christian Mick
Hans-Christian Mick (* 15. Januar 1981 in Frankfurt am Main) ist ein deutscher Politiker (FDP) und ehemaliger Abgeordneter des Hessischen Landtags.
Nach Abitur und Wehrdienst studierte Mick an der Johann Wolfgang Goethe-Universität Frankfurt Rechtswissenschaften. Derzeit arbeitet er an seiner Promotion. Er war Mitglied der Jungen Liberalen, wo er den Frankfurter Kreisverband bis März 2009 leitete, und ist seit 2002 Mitglied der FDP. Bei der hessischen Landtagswahl 2009 war er Spitzenkandidat der Jungen Liberalen und wurde auf Listenplatz 17 in den Landtag gewählt. Dort war er integrations-, jugend- und behindertenpolitischer Sprecher seiner Fraktion. Zudem kandidierte er bei den Landtagswahlen 2008, 2009 und 2013 im Wahlkreis Frankfurt am Main I.
| Personendaten    | Personendaten                                      |
| ---------------- | -------------------------------------------------- |
| NAME             | Mick, Hans-Christian                               |
| KURZBESCHREIBUNG | deutscher Kommunal- und Landespolitiker (FDP), MdL |
| GEBURTSDATUM     | 15. Januar 1981                                    |
| GEBURTSORT       | Frankfurt am Main                                  |